# أيتور أوسيو
أيتور أوسيو (بالإسبانية: Aitor Ocio Carrión)، من مواليد 28 نوفمبر 1976 في فيتوريا غاستيز في إسبانيا، لاعب كرة قدم إسباني.
بدأ مسيرته الكروية مع نادي أوريرا دي فيتوريا في عام 1994، ولعب معهم حتى عام 1998، وفي موسم 1998/1999 انتقل إلى نادي أيبار، وفي موسم 1999/2000 انتقل إلى نادي ألباسيتي، ولعب معهم 34 مباراة، وفي موسم 2000/2001 إنضم إلى نادي أوساسونا، ولعب معهم 14 مباراة، وفي عام 2001 انتقل إلى نادي أثلتك بلباو، ولعب معهم حتى عام 2003، وشارك معهم في 33 مباراة وسجل هدف واحد، ومنذ عام 2003 وهو يلعب مع نادي إشبيلية.

## روابط خارجية
- أيتور أوسيو على موقع قاعدة بيانات كرة القدم.إي يو (الإنجليزية)
- أيتور أوسيو على موقع Soccerway.com (الإنجليزية)